# جاناتان باومن
جاناتان باومن (انگلیسی: Jonathan Bauman؛ زادهٔ ۳۰ مارس ۱۹۹۱) بازیکن فوتبال اهل آرژانتین است.
وی همچنین در تیم ملی فوتبال زیر ۲۰ سال آرژانتین بازی کرده‌است.